# Thomas de la Rue
Thomas de la Rue (* La Forêt, Guernsey, 24 março de 1793 - 7 de junho 1866) foi um impressor a partir de Guernsey que, a partir de origens modestas, fundada De La Rue plc, uma empresa de impressão, que é agora maior gráfica comercial do mundo de segurança e fabricante de papel.

## Biografia
Nascido em La Forêt. Em Guernsey, Thomas de la Rue foi aprendiz de um mestre de impressora em St Peter Port em 1803.
Ele entrou no negócio com Tom Greenslade e, juntos, eles lançaram o jornal Le Publiciste. Pouco tempo depois, Thomas de la Rue lançou sua própria publicação,Le Miroir politique. 
Em 1816 ele deixou Guernsey para Londres, onde inicialmente estabelecido um negócio de fazer chapéus de palha. Então, em 1830, juntamente com Samuel Cornish e William Rock, fundou uma empresa de cardmakers , prensas quentes e esmaltar De la Rue foi a primeira empresa que começou a impressão de cartas de baralho, e ele recebeu o direito de fazer isso, em 1831. 1832 foi o ano em que o primeiro baralho de cartas tinha sido impresso por esta empresa. Logo depois, Thomas contratou Owen Jones. Um designer bem conhecido e arquiteto da época.
Em 1837 sua esposa, seus dois filhos e sua filha mais velha estavam envolvidos no negócio. Em 1855, Thomas foi feito um cavaleiro. Do Légion d'honneur. Em 1858, ele se aposentou a partir de De La Rue entregar a gestão dos negócios a seus filhos William Frederick e Warren De la Rue. 
Thomas de la Rue morreu em Londres em 1866. 

## Família
Ele se casou com Jane Warren em 1814. 

## Memoriais a sua vida
O Guernsey Mensagem e Guernsey Correios emitiu dois conjuntos de selo comemorando sua vida e conquistas, em 1971 e 1993.
Há uma casa Pública na Pollet, St Peter Port, Guernsey em homenagem a ele.